# Werner Markert
Werner Markert (ur. 3 grudnia 1905 w Lipsku, zm. 25 marca 1965 w Tybindze) – niemiecki historyk i wykładowca akademicki, sowietolog, współpracownik Abwehry.
Ukończył studia historyczne, po czym został wykładowcą akademickim. Pracował jako ekspert w Centralnym Biurze do Spraw Europy Wschodniej. Specjalizował się w tematyce sowieckiej, a także polskiej i jugosłowiańskiej. Współpracował z Abwehrą. Był łącznikiem z przywódcą Organizacji Ukraińskich Nacjonalistów (OUN) Jewhena Konowalca. Następnie do 1939 roku był dyrektorem na uniwersytecie w Lipsku. Od października 1939 współpracował ze Stepanem Banderą. W kwietniu 1942 został Sonderführerem w jednym z referatów Abwehr II. Po zakończeniu wojny mieszkał w zachodnich Niemczech. W 1948 roku objął funkcję docenta na katedrze historii wschodnioeuropejskiej uniwersytetu w Getyndze. Od 1953 roku był dyrektorem-profesorem Instytutu Krajoznastwa i Historii Wschodnioeuropejskiej (Institut für osteuropäische Geschichte und Landeskunde) w Tybindze. Współzałożył wydawnictwo "Osteuropa-Handbuch", publikujące książki o charakterze antysowieckim.